# Lurlean Hunter
Lurlean Hunter (* 1. Dezember 1919 in Clarksdale (Mississippi) als Lurleane Hunter; † 11. März 1983 in Kalamazoo, Michigan) war eine US-amerikanische Jazzsängerin.

## Leben und Wirken
Lurlean Hunters Familie kam mit der Wanderungsbewegung afroamerikanischer Familien 1920 nach Chicago. Dort besuchte sie die Englewood Highschool und hatte 1938 erste Auftritte mit Johnny Long's Swing Band in South Bend (Indiana). Nach ihrer Graduierung Anfang 1939 trat sie 1941 mit der Band von Les Hite im Parkway Ballroom auf; durch Radioübertragungen der Konzerte erhielt sie landesweit Aufmerksamkeit. 1944 entdeckte sie Red Saunders und holte sie in den Club DeLisa, in dem auch Marion „Blues Woman“ Abernathy und Little Miss Cornshucks sangen. Durch ihre Auftritte im Club DeLisa wurde sie in Chicago bekannt; sie unterbrach Ende 1945 ihr Engagement für ein Gastspiel im Nachtclub Stairway to the Stars (422 1/2 East 47th), bei dem sie  vom Floyd Campbell Orchestra begleitet wurde.
Nach ihrer Rückkehr in den Nachtclub DeLisa sang sie in der Fletcher Henderson Band (1946/1947), anschließend wieder bei Red Saunders. Anfang 1948 wechselte Hunter in den Club Ritz Lounge und dann zum Beige Room im Pershing Hotel; außerdem trat sie in Detroit auf. 1951 entstanden erste Plattenaufnahmen für das kurzlebige kleine Label Seymour („I Hadn't Anyone 'till You“ und  „My Home Town Chicago“); die Aufnahmen erschienen später bei Discovery Records. Der Erfolg ihres Songs „My Home Town Chicago“ verschaffte Hunter regelmäßige Auftritte in den Nachtclubs auf der North Side Chicagos, so im Rossi's Apex Club (429 North Clark) Ende 1950 mit dem John Young Trio, das auch bei ihren nächsten Aufnahmen mitwirkte („I Get a Warm Feeling“).
1951 nahm sie zwei weitere Singles für das kleine Label Major Records auf, „Imagination“ und den Standard „If I Should Lose You“. Ihren großen Durchbruch hatte sie dann 1953, als sie einen Plattenvertrag mit RCA Victor abschloss; für das Major-Label spielte sie drei Alben ein, Lonesome Gal (1955), Night Life (1956) und Stepping Out (1958), die alle in New York City entstanden (Lonesome Gal unter der Produktionsleitung von Quincy Jones). 1960 entstand für Atlantic das Album Blue and Sentimental. Infolge der RCA-Alben erlangte sie landesweite Bekanntheit und trat auch im Fernsehen und in größeren Clubs auf. In Chicago hatte sie 1963 eine regelmäßige Sendung im Programm The Music Wagon bei der Radiostation WBBM und wirkte bei der Produktion von Jingles mit. Ihre letzten Aufnahmen spielte sie 1964 für das Smash-Label ein, zumeist Pop-orientiertes Material; von 1966 bis 1971 leitete sie den South Side Jazzclub. 1972 verließ sie das Musikgeschäft, um zu heiraten und als Hausfrau zu leben.